# يان ريزيك
يان ريزيك (بالتشيكية: Jan Rezek)‏ (مواليد 5 مايو 1982 في تبليتسه، تشيكوسلوفاكيا) لاعب كرة قدم تشيكي يجيد اللعب في مركز المهاجم والجناح ويلعب حاليا في أنورثوسيس فاماغوستا القبرصي منذ 2012.

## روابط خارجية
- يان ريزيك على موقع الاتحاد الأوربي (الإنجليزية)
- يان ريزيك على موقع الاتحاد التشيكي (الإنجليزية)
- يان ريزيك على موقع قاعدة بيانات كرة القدم.إي يو (الإنجليزية)
- يان ريزيك على موقع ناشيونال فوتبول تيمز (الإنجليزية)
- يان ريزيك على موقع Soccerway.com (الإنجليزية)
- يان ريزيك على موقع AS.com (الإسبانية)